# Qanon

Bokstaven Q används som en symbol för rörelsen.

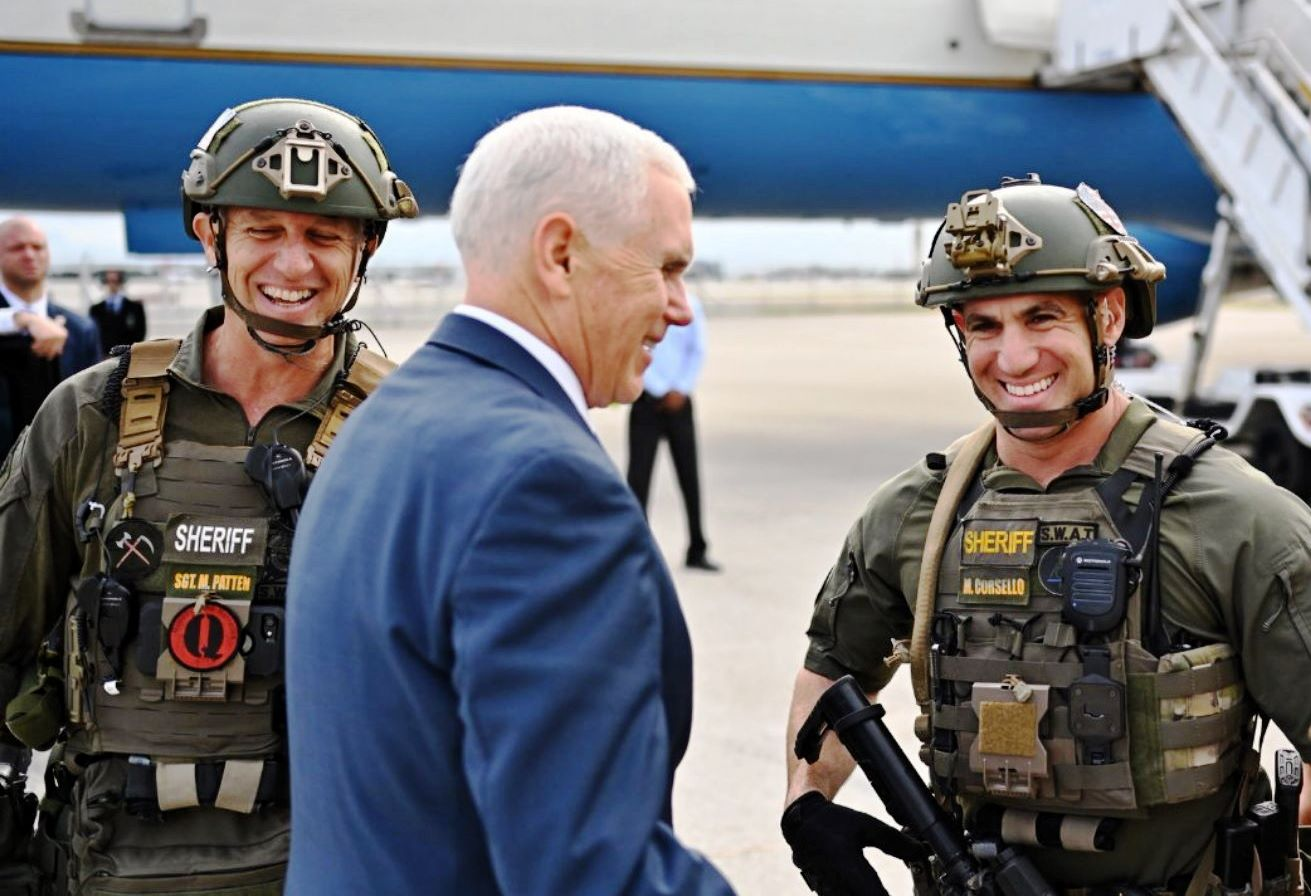
USA:s dåvarande vicepresident Mike Pence med två poliser i Florida från Broward County:s SWAT-team 2018, varav den till vänster har QAnons röd-svarta Q-emblem på uniformen

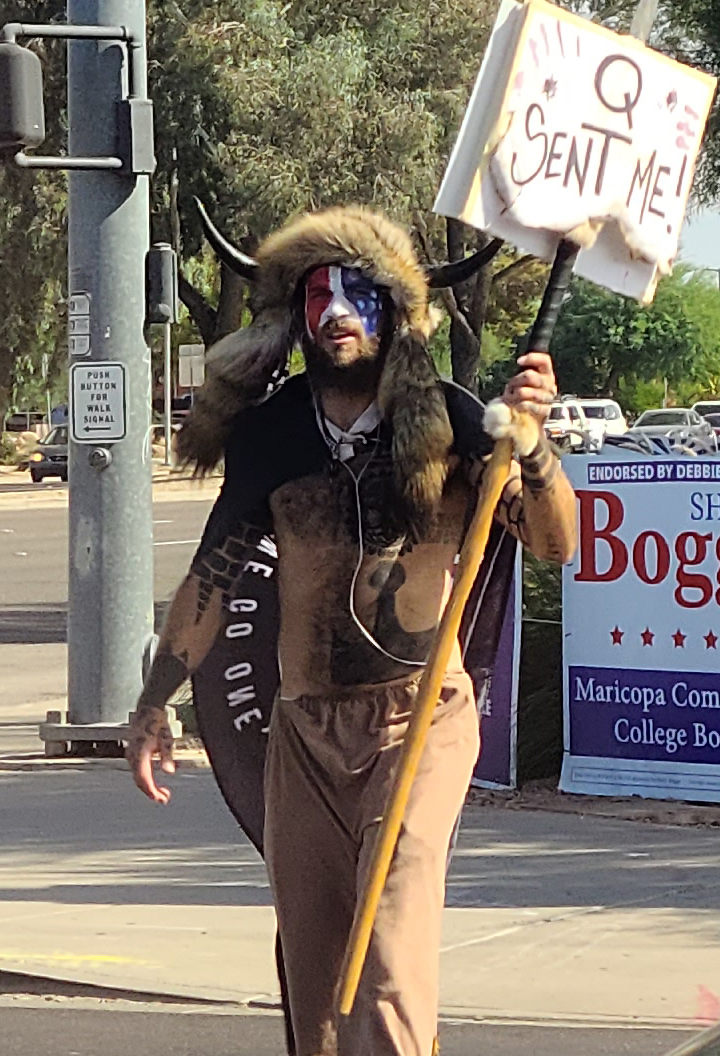
Jake Angeli, den mest kända av Qanons anhängare, som stormade Kapitolium 6 januari 2021.

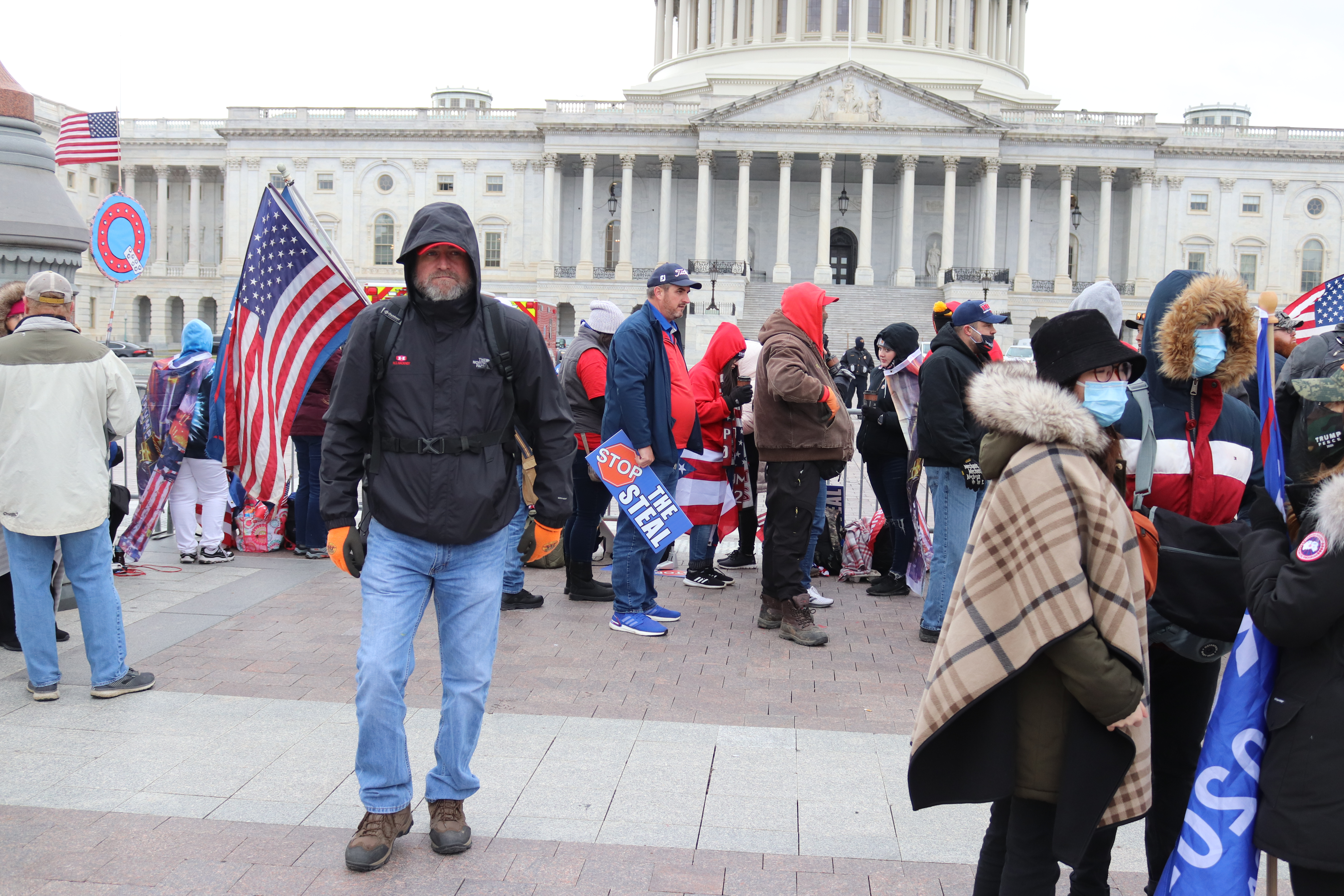
Qanon-flagga vid Kapitolium den 6 januari 2021, före Stormningen av Kapitolium

Qanon, [/kjuː əˈnɒn/], vanligen stiliserat QAnon, är en högerextrem konspirationsteori som framträtt i USA under Donald Trumps presidentskap 2017. Enligt Qanon leder Trump en hemlig kamp mot "Den djupa staten" (engelska: The Deep State), ett internationellt nätverk av sataniska pedofiler. Många Qanon-anhängare menar vidare att nätverkets medlemmar inte bara begår sexuella övergrepp mot barn utan även mördar dem för att utvinna ett adrenokrom ur deras blod.
Bland de sammansvurna inom Den djupa staten ingår, enligt Qanon, ledare inom Demokratiska partiet så som Hillary Clinton och Barack Obama, religiösa ledare som Dalai Lama och påve Franciskus och personer från amerikansk film och TV som Tom Hanks, Oprah Winfrey och Ellen DeGeneres.
I en TV-sänd utfrågning den 15 oktober 2020 valde Trump att inte ta avstånd från Qanon. I stället påstod han att han inte visste så mycket om Qanon mer än att de var starkt emot pedofili, och att han var enig med dem om detta.
Anhängare bär tröjor, plakat och märken med bokstaven Q. De använder även akronymen "WWG1WGA" vilket står för "Where we go one we go all".

## Historik
Konspirationsteorin inleddes med inlägg på internetforumet 4chan, av en användare som kallade sig "Clearance Q Patriot", senare känd som Q, i oktober 2017. Användaren påstod sig vara säkerhetsprövad och hade den högsta klassen, Q, hos USA:s energimyndighet som hanterar USA:s kärnvapen och kärnvapenprogram. Användaren postade i forumtråden "Calm before the storm", ungefär "lugnet före stormen". Forumtråden tog namnet från en kommentar av Trump som han lämnade under ett fotograferingstillfälle med den högsta militära ledningen, en av journalisterna frågade "vilken storm" och fick svaret "ni får se". Det skapade många diskussioner om vad han hade menat, och forumtråden på 4chan var en av dem. I tråden lade användaren Q ut meddelanden som han kallade "crumbs", ungefär smulor. Användaren hävdade att han hade som uppgift att informera allmänheten om att Donald Trump arbetar mot och bekämpar en alternativ regering som har styrt USA i decennier. Meddelandena är kryptiska och tolkas av användare som sedan sprider tolkningarna i andra sociala medier. Användare har tolkat det som att stormen är massarresteringar av personer inom en "stat i staten" som Trump måste bekämpa. Dessa personer är bland annat politiska motståndare till Donald Trump som Barack Obama, Hillary Clinton och John McCain, men även kändisar inom underhållning som Tom Hanks och Oprah Winfrey. Förutom att försöka kontrollera statsapparaten anklagas de utpekade för att vara del i en stor pedofilring och liknande.
Inlägg på anonymiseringstjänsterna avslutas med en tresiffrig kod för att koppla inlägg till en användare. Variationer i den och analyser av inläggen antyder att det är fler personer bakom inläggen, och det ingår i konspirationsteorin att det är en grupp bestående av militära ledare som är lojala mot Trump.
Qanon var från början en benämning och hashtag som relaterade till inläggen av Q, och som senare övergick till att betyda konspirationsteorierna som skapats genom de inläggen. Användaren har lämnat 4chan och flyttat till 8chan och dess efterföljare 8kun.

## Genomslag
Bokstaven Q och slogans med bokstaven började dyka upp på öppna möten som Trump anordnade under 2018. Tolkningarna har spridit sig från 4chan till öppnare sociala medier som Reddit, Facebook och Youtube. Flera valbara republikaner har gjort blinkningar mot Qanons teorier. Vid ett par tillfällen har personer med utgångspunkt i teorierna genomfört kriminella handlingar. Till exempel stoppade en anhängare bilar vid Hooverdammen under vapenhot och en person sköt en maffiaboss i New York i syfte att göra ett envarsgripande.
Qanon har spritt sig utanför USA och amerikansk politik och inlemmat flera andra konspirationsteorier. Som att Covid-19 är ofarligt eller spridits av den djupa staten, och att mobilnätet 5G används för att kontrollera medborgarna på olika sätt. Personer har uppträtt med Qanonrörelsens symboler även vid demonstrationer i Europa, exempelvis på Brexitdemonstrationer i Storbritannien, demonstrationer om EU i Finland, bland de Gula västarna i Frankrike och vaccinationsmotståndare i Italien. Personer som granskar Qanon menar att rörelsen spridning beror på att den använder samma mekanismer som ett ARG-spel, Alternate reality game, där olika plattformar på internet samverkar och interagerar med verkliga eller konstruerade skeenden och händelser.

## Qanon-anhängare
- Michael T. Flynn – tidigare general, tidigare ledare 2017 för USA:s nationella säkerhetsråd under Donald Trump[18][19]
- Sidney Powell – advokat, anlitad av Donald Trump i november 2020 för att överklaga valresultat i presidentvalet.[18][19]
- Marjorie Taylor Greene – republikansk kongressledamot för Georgia[20]